# Słońce jest wielkie (wiersz)
Słońce jest wielkie (port. O sol é grande) – wiersz renesansowego poety portugalskiego Francisca de Sá de Miranda, będący najbardziej znanym utworem tego autora i pierwszym powszechnie znanym sonetem w dziejach Portugalii.

## Charakterystyka ogólna
Wiersz jest kanonicznym sonetem. Francisco de Sá de Miranda wprowadził ten gatunek do poezji portugalskiej, nie przeczuwając zapewne, że zapoczątkuje we własnym kraju długą i świetną tradycję sonetopisarstwa.
O sol é grande, caem co’a calma as aves,
do tempo em tal sazão, que sói ser fria;
esta água que d’alto cai acordar-m’-ia
do sono não, mas de cuidados graves.

Ó cousas, todas vãs, todas mudaves,
qual é tal coração qu’em vós confia?
Passam os tempos vai dia trás dia,
incertos muito mais que ao vento as naves.
Francisco de Sá de Miranda otworzył drogę dla Luísa de Camõesa, który - choć jest bardziej znany jako wielki epik, autor narodowego eposu Portugalczyków, Luzjad - był również wybitnym i subtelnym lirykiem, wypowiadającym się najchętniej właśnie w formie sonetu. Znaczenie Francisca de Sá de Miranda jako nowatora w dziedzinie genologii i wersyfikacji portugalskiej trudno przecenić. Można je porównać z rolą, jaką w literaturze angielskiej odegrali Thomas Wyatt i Henry Howard, pierwsi sonetyści, którzy wypracowali solidny fundament dla Edmunda Spensera, Philipa Sidneya i Williama Szekspira. W Polsce podobne miejsce zajmują Mikołaj Sęp-Szarzyński, autor zbiorku Rytmy abo wiersze polskie i Sebastian Grabowiecki, twórca tomu Setnik rymów duchownych.

## Forma
Francisco de Sá de Miranda zastosował w swoim utworze najbardziej klasyczny, czterorymowy schemat sonetu włoskiego. Kwartyny rymują się rymem okalającym abba abba, a tercety realizują układ podwójnej tercyny cdc dcd. W roli wzorca metrycznego występuje schemat zasadniczo dziesięciozgłoskowy, przyłączający jako jedenastą nieakcentowaną zgłoskę rymu żeńskiego. Jest on odpowiednikiem włoskiego endecasillabo (jedenastozgłoskowca), stosowanego przez najwybitniejszych poetów Italii, Dantego i Petrarkę.

## Treść
Sonet Francisca de Sá de Miranda należy do nurtu liryki przyrody. Ukazanie natury stanowi jednak tło (korelat obiektywny) dla wyrażenia uczuć podmiotu lirycznego. Kontemplując piękno otaczającego go świata, pełnego zieleni i ruchliwego ptactwa, poeta stwierdza, że otoczenie może się zmienić, ale on pozostanie taki sam.
Eu vira já aqui sombras, vira flores,
vi tantas águas, vi tanta verdura,
as aves todas cantavam d’amores.

Tudo é seco e mudo; e, de mestura,
também mudando-m’eu fiz doutras cores:
e tudo o mais renova, isto é sem cura!

## Przekłady
Na język angielski omawiany utwór przełożył John Adamson. Natomiast na język polski sonet przetłumaczył Julian Adolf Święcicki.